# Vosí hnízdo (film)
Vosí hnízdo (francouzsky Nid de guêpes, anglicky The Nest nebo Wasp's Nest) je francouzský akční kriminální thriller z roku 2002, který natočil režisér Florent Emilio Siri. Film vychází ze snímku režiséra Johna Carpentera z roku 1976 Přepadení 13. okrsku , který čerpal mj. z westernu Rio Bravo (1959).

## Herecké obsazení
| Samy Naceri        | Nasser, člen zlodějského gangu                                   |
| Benoît Magimel     | Santino, člen zlodějského gangu                                  |
| Nadia Farès        | Laborie, členka doprovodného policejního komanda, velitelka mise |
| Pascal Greggory    | Louis, člen ochrany skladiště                                    |
| Sami Bouajila      | Selim, člen zlodějského gangu                                    |
| Anisia Uzeyman     | Nadia, členka zlodějského gangu                                  |
| Richard Sammel     | Winfried, člen doprovodného policejního komanda                  |
| Valerio Mastandrea | Giovanni, člen doprovodného policejního komanda                  |
| Martial Odone      | Martial, člen zlodějského gangu, akrobat                         |
| Martin Amic        | Spitz, člen ochrany skladiště                                    |
| Alexandre Hamidi   | Tony, mladý člen zlodějského gangu                               |
| Angelo Infanti     | Abedin Nexhep, šéf albánské mafie                                |

## Děj
V Německu je díky mezinárodní policejní spolupráci zadržen Abedin Nexhep, šéf albánské mafie, mezi jejíž kriminální aktivity patří mj. obchod se ženami. Je převážen do francouzského Štrasburku, kde je sídlo Evropského soudu pro lidská práva.
Dne 14. července se ozbrojená skupina chystá přepadnout skladiště na periferii Štrasburku. Dostane se dovnitř a sváže členy ochranky. Zloději začnou překládat zboží (počítače) do kamionu. Mezitím se policejní konvoj vedený Laborií, agentkou francouzských speciálních jednotek a převážející Nexhepa dostane do potíží, když je přepaden početnou skupinou Nexhepových ozbrojených přívrženců. Laborii se podaří s poškozeným transportérem dojet do skladiště, v němž právě operuje gang zlodějů. Poté, co se přítomné osoby uvnitř dostanou pod těžkou palbu zvenčí, jsou nuceni spolupracovat. Policejní skupina má několik raněných, stejně tak i zloději. Nejvážněji je raněn Nasser. Santino jde osvobodit svázané ochrankáře. Zatímco se Louis přidá k obráncům, Spitz se ukryje. Louis pak pomáhá zraněnému Nasserovi.
Po další salvě se Spitz z ochranky skladiště chce naivně útočníkům vzdát, venku je ihned zastřelen. Selim (jeden ze zlodějů) se s Winfriedem (člen doprovodného policejního komanda) pokusí v nákladním automobilu prorazit blokádu, což se nezdaří. Jejich vůz skončí v řece. Když se Nadia dozví, co je Abedin Nexhep zač, rozdrtí mu varlata. Sama byla dříve znásilněna. Albánci vhodí dovnitř tašku s poslední výstrahou – uřízlýma rukama.
Louis, druhý člen ochranky vymyslí plán. Je jisté, že uhájit tak velký prostor se stávajícími zásobami je nemožné. Útočníci brzy snadno proniknou dovnitř, proto bude potřeba srazit kontejnery k sobě a vytvořit z nich menší pevnost. Během závěrečného náporu se zbývající uvěznění lidé statečně brání přesile. Louis způsobí ohnivou explozi, která spálí většinu útočníků. Ke skladišti přijíždí nad ránem policejní síly a obléhání končí.